# Сюрёш, Матьяш
Матьяш Сюрёш (венг. Szűrös Mátyás (ˈmaːcaːʃ ˈsyːrøʃ); род. 11 сентября 1933 Пюшпёкладань) — венгерский политик; 23 октября 1989 года провозгласил Венгрию республикой (вместо народной республики), и. о. первого президента Венгерской республики с 23 октября 1989 года по 2 мая 1990 года.
Учился в МГИМО и Университете экономических наук имени Карла Маркса в Будапеште. В 1978—82 был послом ВНР в СССР. Входил в ЦК Венгерской социалистической рабочей партии, принадлежал к реформаторскому крылу. С 1985 года — депутат венгерского парламента; в марте 1989 года стал его спикером. 23 октября провозгласил Венгрию республикой, и в тот же день занял пост исполняющего обязанности президента. Сложил свои полномочия 2 мая 1990.
Последовательно состоял в Венгерской партии трудящихся и её преемнице, ВСРП. В 1989—2002 был членом Венгерской социалистической партии и постоянно переизбирался на выборах. В 2003—05 был председателем небольшой Социал-демократической партии (en).